# Lev Voronin
Lev Gennadiyevich Voronin (em russo:  Лев Геннадиевич Воронин; Astracã, 8 de junho de 1971) é um handebolista profissional da Rússia, campeão olímpico.
Nos Jogos Olímpicos de 2000, em Sydney, Lev Voronin fez parte da equipe russa que sagrou-se campeã olímpica. Com 6 partidas e 33 gols.